# El Turmielo
El Turmielo es un conjunto de dos yacimientos arqueológicos compuesto por una atalaya y un abrigo rocoso situados en la pedanía de Aragoncillo, término municipal de Corduente, en la provincia de Guadalajara (España).

## Descripción
Este conjunto arqueológico está compuesto por dos elementos distintos. Por una parte, un poblado, castro o atalaya ocupado desde el Bronce Antiguo hasta la Edad Media (« El Turmielo I ») y, por otra, un pequeño abrigo rocoso asociado al primero (« El Turmielo II »), en el que se registran restos de industria lítica.

### El Turmielo I
Este yacimiento se encuentra en el punto culminante de un espolón escarpado y de difícil acceso, a unos 70 metros sobre el curso del río Saúco y se extiende sobre más de mil metros cuadrados. El área, al pie del monte de la Sierra de Aragoncillo, es muy abrupta, con un accidentado entorno conformado por barrancos excavados en terrenos calizos y con una espesa vegetación de monte bajo y sabinar. De los restos materiales conservados destacan una línea de muralla en el extremo sur del recinto, sobre la que se adosan estructuras angulares de mampostería. Fuera de este, en el extremo sur del yacimiento, se localiza la base de una estructura turriforme de aspecto ciclópeo de forma rectangular.
A raíz del sondeo estratigráfico realizado en 1990 por Jesús Alberto Arenas Esteban, se documentó la existencia de un poblado en alto fortificado del período Celtibérico Antiguo, bajo el cual había restos del Bronce Antiguo, siendo su última ocupación en época medieval islámica. Del poblado de la Edad del Hierro se exhumó un importante lote cerámico formado por vasijas elaboradas a mano, lisas y decoradas (acanaladas, impresas, grafitadas y pintadas postcocción), al igual que recipientes elaborados a torno lisos y pintados, de técnica ibérica. También se documentó una muralla que delimitaba el recinto del poblado, de mampostería y trabada en seco, y a su interior estructuras de planta angular, concretamente una zona de almacén con varios recipientes contenedores de cereal. En la parte más alta del recinto se halló un espacio de habitación parcialmente erosionado. En el extremo sur y fuera de la muralla, se halla, junto a un farallón rocoso, los restos de la estructura turriforme.,,,

### El Turmielo II
Es un pequeño abrigo rocoso calizo situado en una zona de relieve muy accidentado en la que abundan los farallones calizos. Se trata de una zona con fuerte pendiente ubicada en la margen oriental del barranco de Los Castillejos, formada por calizas mesozoicas. El entorno vegetal está compuesto por bosque mixto de sabina y quercíneas. Se sitúa en la vertiente opuesta al yacimiento Turmielo I, encontrándose bastante deteriorado como consecuencia de la erosión y del trazado de terrazas para la repoblación. En la superficie no se aprecian restos constructivos, tan sólo industria lítica.,